# Радіогеодезія
Радіогеодезія (рос. радиогеодезия, англ. radiogeodesy, нім. Radiogeodäsie f ) – напрям у геодезії, що ґрунтується на застосуванні електронно-технічних засобів (радіодалекомірів, електронних тахеометрів тощо) при вимірюванні віддалі, кутів, а також при визначенні місцезнаходження різних об’єктів.